# Actinotia brunnescens
Actinotia brunnescens är en fjärilsart som beskrevs av Ribbe 1912. Actinotia brunnescens ingår i släktet Actinotia och familjen nattflyn. Inga underarter finns listade i Catalogue of Life.